# Agusan del Norte
Koordinaten: 9° 10′ N, 125° 35′ O
Agusan del Norte ist eine Provinz des Inselstaates der Philippinen. Sie befindet sich im Nordosten der Insel Mindanao in der Region Caraga (Region XIII).
Provinzhauptstadt ist Cabadbaran City.

## Geographie
Agusan del Norte grenzt im Norden an Surigao del Norte, im Osten an Surigao del Sur, im Süden an Agusan del Sur, im Westen an Misamis Oriental in der Region Northern Mindanao und im Nordwesten an die Bucht von Butuan, die der Mindanaosee angehört.
Die Provinz wird entlang ihrer nordöstlichen und westlichen Gebiete von Bergzügen geprägt. Dazwischen ist die Region eher flach und eben, insbesondere dort, wo sich der Agusan River seinen Weg durch die Landschaft bahnt, ehe er in die Bucht von Butuan mündet.
Der höchste Gipfel ist der Hilong Hilong mit einer Höhe von 2.012 Meter über dem Meeresspiegel. Er ist ebenfalls der höchste Berg im Diwata Gebirgszug, der sich entlang der Grenze zu Surigao del Sur im östlichen Teil der Provinz erstreckt. Der zweithöchste Berg ist der 1.823 Meter hohe Mt. Mabaho im Gemeindegebiet von Santiago.
Die Hauptfläche von Agusan del Norte ist bewaldet. So sind 1.893 km² der Provinz als Waldgebiet ausgewiesen, während 796 km² für die Agrarwirtschaft genutzt werden.
Die Provinz erstreckt sich über 2.730,24 km² und ist damit die kleinste Provinz der Region Caraga.

## Demographie und Sprache
Nach der Volkszählung aus dem Jahr 2015 leben in Agusan del Norte 354.503 Menschen.
Die Bevölkerungsdichte liegt bei 130 Menschen pro km².
Die Sprache Cebuano, oder auch Bisaya bzw. Binisaya genannt, ist die Hauptsprache der Provinz und wird von 72,98 % der Bevölkerung gesprochen. Dies spricht für den hohen Bevölkerungsanteil an Einwanderern, die in den vergangenen Jahrhunderten von den Visayas in die Provinz gekommen sind.
Die Boholanos stellen mit 6,83 % die zweitwichtigste Volksgruppe dar. Die Surigaonons, die drittgrößte ethnische Gruppe, nehmen 5,86 % ein, während die Butuanos als viertgrößte Gruppierung und ursprünglichste Volksgruppe dieses Gebietes, einen Anteil von 3,05 % an der Gesamtbevölkerung besitzen. Weitere einheimische Völker, wie die Mamanwa, die Manobo, und die Higaonon bzw. Tala-andig, stellen eine Minderheit in Agusan del Norte dar und leben hauptsächlich in den Bergregionen.
Bei den Religionsgemeinschaften gehören, laut der Volkszählung von 1990, 82,07 % der Gläubigen der römisch-katholischen Kirche an. Es folgen mit einem Anteil von 8,25 % die Aglipay sowie die Iglesia ni Cristo mit 0,43 %.

## Wirtschaft
Die Wirtschaft von Agusan del Norte ist vom Ackerbau und der Forstwirtschaft geprägt. Die Provinz ist der Hauptproduzent von Reis. Andere landwirtschaftliche Produkte sind Kokosnuss, Weizen, Mango, Bananen, Palmöl und verschiedene Gemüse, wie auch die Fischerei mit der Zucht und dem Vertrieb von Garnelen.
Die Provinz ist zudem, aufgrund ihrer großen Waldgebiete, ein wichtiger Lieferant von Nutzholz. So gibt es 23 Großproduzenten für Nutz- und Sperrholz in Agusan del Norte. Die meisten haben ihren Sitz in Butuan City. Andere Hersteller konzentrieren sich auf den Vertrieb von Rattan, dessen Qualität zum Besten des Landes gehört.

## Politische Gliederung
Agusan del Norte ist in 11 eigenständig verwaltete Gemeinden und eine Stadt¹ aufgeteilt. Die Gemeinden wiederum sind in insgesamt 265 Baranggays (Ortsteile) untergliedert.
Die Provinz bildet einen Kongress-Distrikt zugeordnet.

### Stadt
- Cabadbaran City

¹ Durch die Deklaration von Butuan City zu einer hochurbanisierten Stadt wurde sie von der Provinz Agusan del Norte, innerhalb deren Provinzgebiet sie sich befindet, unabhängig.

### Gemeinden
- Buenavista
- Cabadbaran
- Carmen
- Jabonga
- Kitcharao
- Las Nieves
- Magallanes
- Nasipit
- Remedios T. Romualdez
- Santiago
- Tubay

## Geschichte

### Namensherkunft
Der Name Agusan leitet sich ab von Agasan, einem Wort aus einem lokalen Dialekt, was bedeutet wo das Wasser fließt. Diese Bezeichnung bezieht sich auf den großen Fluss, den Agusan River, der das Land von Süden nach Norden durchzieht, um am Ende in die Bucht von Butuan zu münden. Der Fluss diente als Haupttransportmöglichkeit der Spanier in das Zentrum des nordöstlichen Mindanaos.

### Provinzhistorie
Bereits in früher Zeit kamen Einwanderer aus Borneo und Celebes mit Holzbooten in die Region des heutigen Agusan del Note. Elf solcher Boote wurden bei archäologische Ausgrabungen in Butuan City entdeckt und auf die Zeit zwischen dem 4. und 13. Jahrhundert datiert. Die malaiischen Zuwanderer drängten dabei durch ihre Ankunft das einheimische Volk der Mamanwas in das bergige Hinterland zurück.
Zu der Zeit als die Spanier auf den Philippinen ankamen, gab es bereits Handelsbeziehungen zwischen den einheimischen Völkern und Händlern anderer südostasiatischer Gebiete. Dies wird belegt durch Keramikfunde nahe Butuan, die aus dem 10. Jahrhundert stammten.
Einige Historiker sind zudem der Meinung, Ferdinand Magellan hätte seine erste Messe auf den Philippinen in Masao, an der Mündung des Agusan Rivers im April 1521 gehalten und nicht in Limasawa, Southern Leyte, am Ostersonntag im März davor.
Agusan war während der spanischen Verwaltung bis 1911 ein Teil der großen Provinz Surigao, bevor die Amerikaner sie mit dem Beschluss Nr. 1693 zu einer eigenen Provinz wandelten.
Der Einheimische Gumersindo Flores führte die Agusanons Ende des 19. Jahrhunderts siegreich in einen Krieg gegen die spanische Besatzungsmacht, den die amerikanische Armee jedoch für sich beanspruchte. Die Provinz war fortan, bis in das Jahr 1913, unter Kontrolle des amerikanischen Militärs. 1914 wurde mit Teofisto Guingona der erste philippinische Gouverneur eingesetzt.
Durch den Republic Act Nr. 4979 wurde am 17. Juni 1967 die ehemals große Provinz Agusan in die Provinzen Agusan del Norte und Agusan del Sur aufgeteilt. Butuan City, damals die einzige der Provinz zugehörige Stadt, wurde zur Hauptstadt ernannt und bekam den Sitz der Provinzregierung zugesprochen.
Diese Periode endete mit Wirkung des Republik Act Nr. 8811 im Jahre 2000, als der Sitz der Provinzregierung von Butuan City nach Cabadbaran City verlagert wurde.

## Klima
Die Provinz ist klassifiziert als Klimatyp II. Sie liegt außerhalb des Taifungürtels und besitzt keine definierbare Trockensaison. Regenfälle können das ganze Jahr über auftreten. Die stärksten Regenmengen sind jedoch in den Monaten zwischen November und Januar zu erwarten. Durch ihre Lage nahe der Ostküste Mindanaos, wird das Klima der Provinz jedoch von den nordöstlichen Monsunregen, Passatwinden und Stürmen beeinflusst.
Die durchschnittliche Regenmenge liegt bei 49 mm bei einer durchschnittlichen Luftfeuchtigkeit von 84,6 %. Die Temperatur liegt im Mittel bei 27,5 °C.

## Sehenswürdigkeiten
- Der Mt. Hilong Hilong
- Der Mt. Mabaho
- Der Lake Mainit
- Das Trinos Beach Resort
- Das Magellan-Mal, der Ort, an dem Magellan am 8. April 1521 seine erste Messe auf den Philippinen gehalten haben soll.
- Das Cabadbaran-Museum
- Die Anitapan-Fälle
- Der Amontay-Canyon
- Das Cabadbaran-Santiago Watershed Forest Reserve